# Meia-lua-elegante
Peito-de-lua-elegante ou meia-lua-elegante (Melanopareia elegans) é uma espécie de ave da família Melanopareiidae. Esta espécie tem preferência pelo ambiente interior de florestas e de vegetação de crescimento secundário, onde permanece oculta dentro da vegetação rasteira enquanto forrageia perto do solo. Apesar de serem visualmente discretas, estas aves expressam um canto altissonoro, marcado por estalos e notas recortadas emitidas em um tempo de 2-3 por segundo.

## Hábitat
Foi observada em regiões adensadas de arbustos em clima seco, em vegetação rasteira de bosques em clima semiárido, em planícies a 2.000 metros de altitude.

## Subespécies
- Melanopareia elegans elegans: ocorre no oeste do Equador (do sul de Manabí ao extremo sul de Pichincha)
- Melanopareia elegans paucalensis: ocorre no noroeste do pacífico no Peru ao sul de La Libertad.